# Dianmachaerota serratiphalla
Dianmachaerota serratiphalla is een halfvleugelig insect uit de familie Machaerotidae. De wetenschappelijke naam van deze soort is voor het eerst geldig gepubliceerd in 2009 door Nie & Liang.